# Анри Бекерел
 Антоан Анри Бекерел (на френски: Antoine Henri Becquerel) е френски физик, откривател на естествената радиоактивност и носител на Нобелова награда за физика за 1903 година. Научната му дейност се заключава предимно в изследвания в областта на магнитооптиката, фосфоресценцията и радиоактивността. На негово име е наречена единицата за радиоактивност в системата СИ – бекерел.

## Биография
Френският физик Антоан Анри Бекерел е роден на 15 декември 1852 г. в Париж. Дядо му Антоан и баща му Александър са известни учени, професори по физика в Националния Музей по естествена история в Париж и членове на Френската академия на науките. По-късно и неговият син Жан става физик, което прави общо 4 поколения учени.
От 1872 Бекерел е студент в Политехническото училище (École Polytechnique) в Париж, през 1874 се прехвърля в Училището за мостове и пътища, където учи инженерство, преподава и прави самостоятелни изследвания. От 1875 започва да изучава линейната поляризация на светлината.
От 1876 преподава в Политехническото училище, а през следващата година е назначен в Националното управление на мостовете и пътищата. От 1878 Бекерел е асистент на баща си в Националния Музей по естествена история. През 1882 завършва изследванията си върху линейната поляризация на светлината и продължава работата на баща си върху фосфоресценцията. През 1888 година защитава докторат в Парижкия университет върху абсорбцията на светлината в кристали. През 1892, една година след смъртта на баща му, Бекерел заема неговото професорско място, като оглавява катедрата по физика в Националния Музей по естествена история в Париж, като така става трети поред от едно и също семейство на поста.
През 1894 г. става главен инженер в Националното управление на мостовете и пътищата, а през 1895 поема катедрата по физика в Политехническото училище.
Антоан Анри Бекерел умира на 25 август 1908 г. в Льо Кроази.

## Откриване на радиоактивността
През 1895 Вилхелм Рьонтген открива високоенергийно и проникващо лъчение, първоначално наречено Х-лъчи, а по-късно – рентгенови). Заинтересован от откритието му, през 1896 г. Бекерел решава да провери дали флуоресцентни вещества, облъчени със силна светлина, ще излъчват рентгенови лъчи. Той завива в дебела черна хартия уранова сол (калиев уранил сулфат, {\displaystyle {\ce {K2(UO2)(SO4)2.2H2O}}}), която е флуоресцентен материал, за да я подготви за експеримент, при който ще я изложи на слънчева светлина. При това материалът се оказва в съседство с фотографската плака, приготвена за експеримента. Преди да пристъпи към опита обаче Бекерел установява, че плаката е вече осветена, т.е. урановата сол има лъчение, което преминава през черната хартия и въздейства върху плаката.
Бекерел стига до извода, че е наблюдавал нов тип проникващо лъчение, което се проявява без външно въздействие върху източника. През следващите няколко месеца Бекерел повтаря експеримента си с други фосфоресциращи материали и установява, че спонтанното лъчение се наблюдава само при урановите соли. Нещо повече, нефосфоресциращи уранови соли произвеждат същия ефект, следователно новооткритото лъчение не е свързано с фосфоресенцията. През май 1896 Бекерел експериментира с чист уран и констатира от 3 до 5 пъти по-интензивно излъчване, отколкото от урановата сол. Това лъчение, явно свързано с вътрешните свойства на урана, е наречено лъчение на Бекерел. По-нататъшните изследвания на Бекерел и на негови колеги показват, че интензитетът на лъчението не намалява с времето.
През 1900 година Мария Кюри открива, че торият също излъчва откритото от Бекерел лъчение и го нарича радиоактивност.
През 1903 Бекерел получава половината от Нобеловата награда за физика „за изключителните му заслуги за откриването на естествената радиоактивност". Другата половина от наградата получават Мария и Пиер Кюри за изучаването на естествената радиоактивност.

## Други награди и звания
Бекерел е избран за член на Френската академия на науките през 1889 г. В 1908 г. (годината на смъртта му) заема поста пожизнен секретар на академията след смъртта на Марселен Бертло. Същата година става чуждестранен член на Кралското дружество в Лондон.
Член е на Френското физично дружество, на Италианската национална АН, на Кралската АН в Берлин, на Американската национална АН.

## Памет
В негова чест името му носят:
- Единицата за радиоактивност в системата СИ – бекерел (Bq).
- Кратер на Луната.
- Кратер на Марс.

Името му е включено в списъка със 72 имена на най-великите учени на Франция на първия етаж на Айфеловата кула.